# Le Syndrome des amours passées
Pour plus de détails, voir Fiche technique et Distribution.
Le Syndrome des amours passées est une comédie dramatique franco-belge réalisée par Ann Sirot et Raphaël Balboni, sortie en 2023.

## Fiche technique
Sauf indication contraire, les informations mentionnées dans cette section peuvent être confirmées par les bases de données cinématographiques IMDb et Allociné,  présentes dans la section « Liens externes ».
- Titre original : Le Syndrome des amours passées
- Réalisation : Ann Sirot et Raphaël Balboni
- Scénario : Ann Sirot et Raphaël Balboni
- Musique : Julie Roué
- Décors : Julien Dubourg
- Costumes :
- Photographie : Jorge Piquer Rodriguez
- Son : Agathe Poche, Aline Huber et Gilles Benardeau
- Montage : Sophie Vercruysse
- Production : Julie Esparbes
  - Coproduction : Delphine Schmit et Guillaume Dreyfus
- Sociétés de production : Hélicotronc, Tripode Productions
- Société de distribution : KMBO
- Pays de production :  France et  Belgique
- Langue originale : français et anglais
- Format :
- Genre : Comédie dramatique
- Durée : 89 minutes
- Dates de sortie :
  - France : 
    - 20 mai 2023 (Cannes)[1]
    - 25 octobre 2023 (en salles)

## Distribution
- Lucie Debay : Sandra
- Lazare Gousseau : Rémi
- Nora Hamzawi : Julie, soeur de Rémi
- Ninon Borséi : Justine, soeur de Sandra
- Florence Loiret Caille : Marion
- Ana Rodriguez : Nora
- Florence Janas : Céline
- Hervé Piron : Stéphane
- Douglas Grauwels : Koen
- Alice Dutoit : Ana, la compagne de Koen
- Vincent Lecuyer : Dr De Coninck

## Production
Le film est développé par la société belge Hélicotronc (Julie Esparbes) et coproduit en France par Tripode Productions (Delphine Schmit et Guillaume Dreyfus).
Il bénéficie du soutien de l'aide "Film de genre" du Centre National du Cinéma.

## Distinctions

### Récompenses
- Magritte 2024 : 
  - Meilleur espoir masculin pour Lazare Gousseau
  - Meilleur montage

### Sélections
- Festival de Cannes 2023, en séance spéciale.
- Festival du film de Bruxelles
- Festival de La Rochelle
- Festival de Saint Jean de Luz
- Champs Elysées Film Festival
- Festival du Film de Cabourg